# Campioni italiani assoluti di atletica leggera - 100 metri piani femminili
Questa pagina raccoglie un elenco di tutte le campionesse italiane dell'atletica leggera nei 100 metri piani, introdotti nel programma dei campionati italiani assoluti di atletica leggera femminili a partire dal 1927 ed è ancora oggi presente.

## Albo d'oro
| Anno | Atleta (società)                                         | Prestazione            |
| ---- | -------------------------------------------------------- | ---------------------- |
| 1927 | Luigina Bonfanti Forza e Coraggio Milano                 | 13"6(m)                |
| 1928 | Margherita Scolari Società Ginnastica Torino             | 13"4(m)                |
| 1929 | Gara non in programma                                    | Gara non in programma  |
| 1930 | Giovanna Viarengo Società Ginnastica Torino              | 13"6(m)                |
| 1931 | Giovanna Viarengo Società Ginnastica Torino              | 13"6(m)                |
| 1932 | Claudia Testoni Virtus Atletica Bologna                  | 13"4(m)                |
| 1933 | Ondina Valla Virtus Atletica Bologna                     | 13"2(m)                |
| 1934 | Fernanda Bullano Venchi Unica Torino                     | 13"5(m)                |
| 1935 | Fernanda Bullano Venchi Unica Torino                     | 12"8(m)                |
| 1936 | Ondina Valla Virtus Atletica Bologna                     | 13"0(m)                |
| 1937 | Claudia Testoni Virtus Atletica Bologna                  | 12"4(m)                |
| 1938 | Maria Alfero La Filotecnica Milano                       | 12"7(m)                |
| 1939 | Italia Lucchini Venchi Unica Torino                      | 12"7(m)                |
| 1940 | Claudia Testoni Venchi Unica Torino                      | 12"6(m)                |
| 1941 | Italia Lucchini Venchi Unica Torino                      | 12"5(m)                |
| 1942 | Italia Lucchini Venchi Unica Torino                      | 12"7(m)                |
| 1943 | Ines Bressanello Reyer Venezia                           | 12"4(m)                |
| 1944 | Edizione non disputata                                   | Edizione non disputata |
| 1945 | Lucia Sereno ?                                           | 12"8(m)                |
| 1946 | Mirella Avalle Cestistica Bologna                        | 12"6(m)                |
| 1947 | Mirella Avalle Cestistica Bologna                        | 12"5(m)                |
| 1948 | Liliana Tagliaferri Sport Club Italia                    | 12"3(m)                |
| 1949 | Liliana Tagliaferri Sport Club Italia                    | 12"5(m)                |
| 1950 | Laura Sivi Società Ginnastica Trieste                    | 12"2(m)                |
| 1951 | Vittoria Cesarini Cestistica Bologna                     | 12"2(m)                |
| 1952 | Giuseppina Leone Fiat Torino                             | 12"2(m)                |
| 1953 | Giuseppina Leone Fiat Torino                             | 12"4(m)                |
| 1954 | Giuseppina Leone Fiat Torino                             | 12"0(m)                |
| 1955 | Giuseppina Leone Fiat Torino                             | 12"0(m)                |
| 1956 | Giuseppina Leone Fiat Torino                             | 11"9(m)                |
| 1957 | Giuseppina Leone Fiat Torino                             | 12"0(m)                |
| 1958 | Giuseppina Leone Fiat Torino                             | 11"5(m)                |
| 1959 | Giuseppina Leone Fiat Torino                             | 11"7(m)                |
| 1960 | Giuseppina Leone Fiat Torino                             | 11"4(m)                |
| 1961 | Donata Govoni Atletica Fontana Bologna                   | 12"0(m)                |
| 1962 | Donata Govoni Atletica Fontana Bologna                   | 12"0(m)                |
| 1963 | Donata Govoni Atletica Fontana Bologna                   | 11"9(m)                |
| 1964 | Gianna Carboncini Libertas Aterno Pescara                | 12"0(m)                |
| 1965 | Donata Govoni Atletica Fontana Bologna                   | 11"9(m)                |
| 1966 | Donata Govoni Atletica Fontana Bologna                   | 12"2(m)                |
| 1967 | Donata Govoni Atletica Fontana Bologna                   | 12"3(m)                |
| 1968 | Cecilia Molinari Libertas Piacenza                       | 11"9(m)                |
| 1969 | Donata Govoni Atletica Fontana Bologna                   | 11"8(m)                |
| 1970 | Cecilia Molinari Libertas Piacenza                       | 12"3(m)                |
| 1971 | Cecilia Molinari Libertas Piacenza                       | 11"7(m)                |
| 1972 | Cecilia Molinari Libertas Piacenza                       | 11"6(m)                |
| 1973 | Cecilia Molinari Libertas Piacenza                       | 11"4(m)                |
| 1974 | Cecilia Molinari Libertas Piacenza                       | 11"52 = 1"70           |
| 1975 | Rita Bottiglieri SNIA Milano                             | 11"5(m)                |
| 1976 | Rita Bottiglieri SNIA Milano                             | 11"5(m)                |
| 1977 | Rita Bottiglieri FIAT Brescia                            | 11"66                  |
| 1978 | Laura Miano Snam Milano                                  | 11"54                  |
| 1979 | Laura Miano Snam Milano                                  | 11"62                  |
| 1980 | Marisa Masullo SNIA Milano                               | 11"29                  |
| 1981 | Marisa Masullo SNIA Milano                               | 11"61                  |
| 1982 | Marisa Masullo SNIA Milano                               | 11"53                  |
| 1983 | Marisa Masullo SNIA Milano                               | 11"46                  |
| 1984 | Marisa Masullo SNIA Milano                               | 11"49                  |
| 1985 | Marisa Masullo SNIA Milano                               | 11"66                  |
| 1986 | Rossella Tarolo SNIA Milano                              | 11"69                  |
| 1987 | Marisa Masullo SNIA Milano                               | 11"73                  |
| 1988 | Marisa Masullo SNIA Milano                               | 11"60                  |
| 1989 | Sonia Vigati Assindustria Sport Padova                   | 11"52                  |
| 1990 | Marisa Masullo SNIA Milano                               | 11"82                  |
| 1991 | Marisa Masullo SNIA Milano                               | 11"50                  |
| 1992 | Marisa Masullo SNIA Milano                               | 11"59                  |
| 1993 | Giada Gallina Snam Milano                                | 11"85                  |
| 1994 | Giada Gallina Snam Milano                                | 11"65                  |
| 1995 | Giada Gallina Snam Milano                                | 11"50                  |
| 1996 | Maria Ruggeri CUS Palermo                                | 11"70                  |
| 1997 | Giada Gallina Snam Milano                                | 11"23                  |
| 1998 | Elena Sordelli Snam Milano                               | 11"70                  |
| 1999 | Manuela Levorato Centro Sportivo Aeronautica Militare    | 11"50                  |
| 2000 | Francesca Cola Gruppo Sportivo Fiamme Azzurre            | 11"54                  |
| 2001 | Manuela Levorato Centro Sportivo Aeronautica Militare    | 11"30                  |
| 2002 | Manuela Levorato Centro Sportivo Aeronautica Militare    | 11"33                  |
| 2003 | Daniela Graglia Centro Sportivo Esercito                 | 11"70                  |
| 2004 | Vincenza Calì Gruppo Sportivo Fiamme Azzurre             | 11"48                  |
| 2005 | Vincenza Calì Gruppo Sportivo Fiamme Azzurre             | 11"59                  |
| 2006 | Elena Sordelli Camelot                                   | 11"83                  |
| 2007 | Anita Pistone Centro Sportivo Esercito                   | 11"78                  |
| 2008 | Anita Pistone Centro Sportivo Esercito                   | 11"45                  |
| 2009 | Anita Pistone Centro Sportivo Esercito                   | 11"57                  |
| 2010 | Manuela Levorato Centro Sportivo Aeronautica Militare    | 11"49                  |
| 2011 | Ilenia Draisci Centro Sportivo Esercito                  | 11"65                  |
| 2012 | Audrey Alloh Gruppo Sportivo Fiamme Azzurre              | 11"48                  |
| 2013 | Gloria Hooper Gruppo Sportivo Forestale                  | 11"54                  |
| 2014 | Irene Siragusa Atletica 2005                             | 11"51                  |
| 2015 | Gloria Hooper Gruppo Sportivo Forestale                  | 11"47                  |
| 2016 | Gloria Hooper Gruppo Sportivo Forestale                  | 11"38                  |
| 2017 | Irene Siragusa Centro Sportivo Esercito                  | 11"35                  |
| 2018 | Johanelis Herrera Abreu Atletica Brescia 1950 Ispa Group | 11"59                  |
| 2019 | Zaynab Dosso Gruppo Sportivo Fiamme Azzurre              | 11"47                  |
| 2020 | Zaynab Dosso Gruppo Sportivo Fiamme Azzurre              | 11"35                  |
| 2021 | Anna Bongiorni Centro Sportivo Carabinieri               | 11"27                  |
| 2022 | Zaynab Dosso Gruppo Sportivo Fiamme Azzurre              | 11"30                  |
| 2023 | Zaynab Dosso Gruppo Sportivo Fiamme Azzurre              | 11"28                  |
| 2024 | Zaynab Dosso Gruppo Sportivo Fiamme Azzurre              | 11"20                  |
| 2025 | Zaynab Dosso Gruppo Sportivo Fiamme Azzurre              | 11"13                  |